# Liudvînivka, Ivankiv
Liudvînivka (în ucraineană Людвинівка) este un sat în comuna Varivsk din raionul Ivankiv, regiunea Kiev, Ucraina.

## Demografie
Componența lingvistică a localității Liudvînivka
     Ucraineană (98,57%)
     Rusă (1,43%)
Conform recensământului din 2001, majoritatea populației localității Liudvînivka era vorbitoare de ucraineană (98,57%), existând în minoritate și vorbitori de rusă (1,43%).